# 神文王

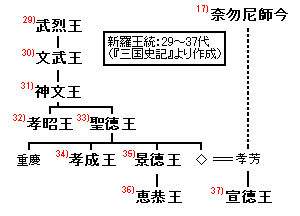
三国史记中的新罗国世系

神文王（？—692年），姓金名政明，字日炤，是新罗第三十一代君主，文武王子。在位十二年，諡神文。太子理洪時年六歲，即位。
685年，新罗“始备九州”，统一朝鲜半岛大同江以南的全部领土。
根據《崇惠殿誌》，神文王葬于狼山東，在排盤府東十里的神文王陵。即今日慶州市排盤洞，介乎國道7號線與東海南部線之間，鄰近東海線的東方驛。
神文王二年（682年），统一新罗效仿唐建立起国立高等教育机构国学。国学以15-30岁的贵族子弟为招收对象，学制为9年，主要教授《论语》、《孝经》、《礼记》、《周易》、《左传》、《尚书》、《春秋》、《文选》和算学等。学生毕业后被授予十品或十一品的官职。:146:290-291